# Louis Marie Levesque de Laferrière
Le comte Louis Marie Levesque de Laferrière (ou Levesque de la Ferrière ou de Laferrière-Levesque), né le 9 avril 1776 à Redon et mort au château de Vallery le 23 novembre 1834, est un général français.

## Biographie

### Origines
Louis Marie Levesque de Laferrière nait le 9 avril 1776 à Redon. Il est le fils d'un négociant de la ville, François-Marie Lévesque, sieur de la Ferrière, et le neveu de Jules-Émile-François Hervé de Beaulieu. Le jeune Louis-Marie fait des études à Rennes.

### Carrière militaire
Il s'engage dans la Garde nationale de Rennes puis passe au 99e régiment d'infanterie. Il participe aux campagnes de 1793 et 1794 au sein des armées du Nord et de Sambre-et-Meuse. Devenu aide de camp du général Monet, il est envoyé en Vendée. On le retrouve au 3e régiment de hussards et il participe aux batailles d'Austerlitz (1805), d'Eylau (1807) et de Friedland (1807).
Envoyé en Espagne sous les ordres du maréchal Ney, il sert à Tudela en 1808. Il est blessé lors de l'attaque du col de Baños et à Miranda do Corvo. Cavalier, il est général de brigade le 13 mai 1811 puis général de division le 28 novembre 1813. Cette même année il combat à Dresde, Kulm, Leipzig, et Hanau. Puis vient en 1814 la campagne de France : il sert à Langres, à Champaubert, à Montmirail, à Château-Thierry et à Vauchamps. Major des grenadiers à cheval de la Garde, il a le pied emporté par un boulet lors de la bataille de Craonne et doit être amputé de la jambe.
Lors de la Première Restauration, il est placé à la tête de l'école de cavalerie de Saumur. Il épouse le 30 janvier 1815 Appoline Fortunée Foullon de Doué, née à Paris le 13 août 1780, morte au château de Vallery le 12 janvier 1854, fille de Joseph Foullon de Doué (1750-1828), intendant de la généralité de Moulinsà la fin de l'Ancien Régime.

### Carrière politique
Pendant les Cent-Jours il est député du Maine-et-Loire du 16 mai au 1er juin, date à laquelle il est nommé à la Chambre des pairs. Il en est écarté au retour de Louis XVIII. 
Admis à la retraite en 1821, il est conseiller général de l'Yonne. Il retrouve son titre de pair en 1832 et devient commandant général de la Garde nationale. 
Louis Marie Levesque de Laferrière meurt au château de Vallery dans l'Yonne le 23 novembre 1834 avant d'être inhumé dans l'église du village, face au monument funéraire des Princes de Condé dont Henri Ier de Bourbon-Condé, Éléonore de Bourbon-Condé ou encore Louis III de Bourbon-Condé.

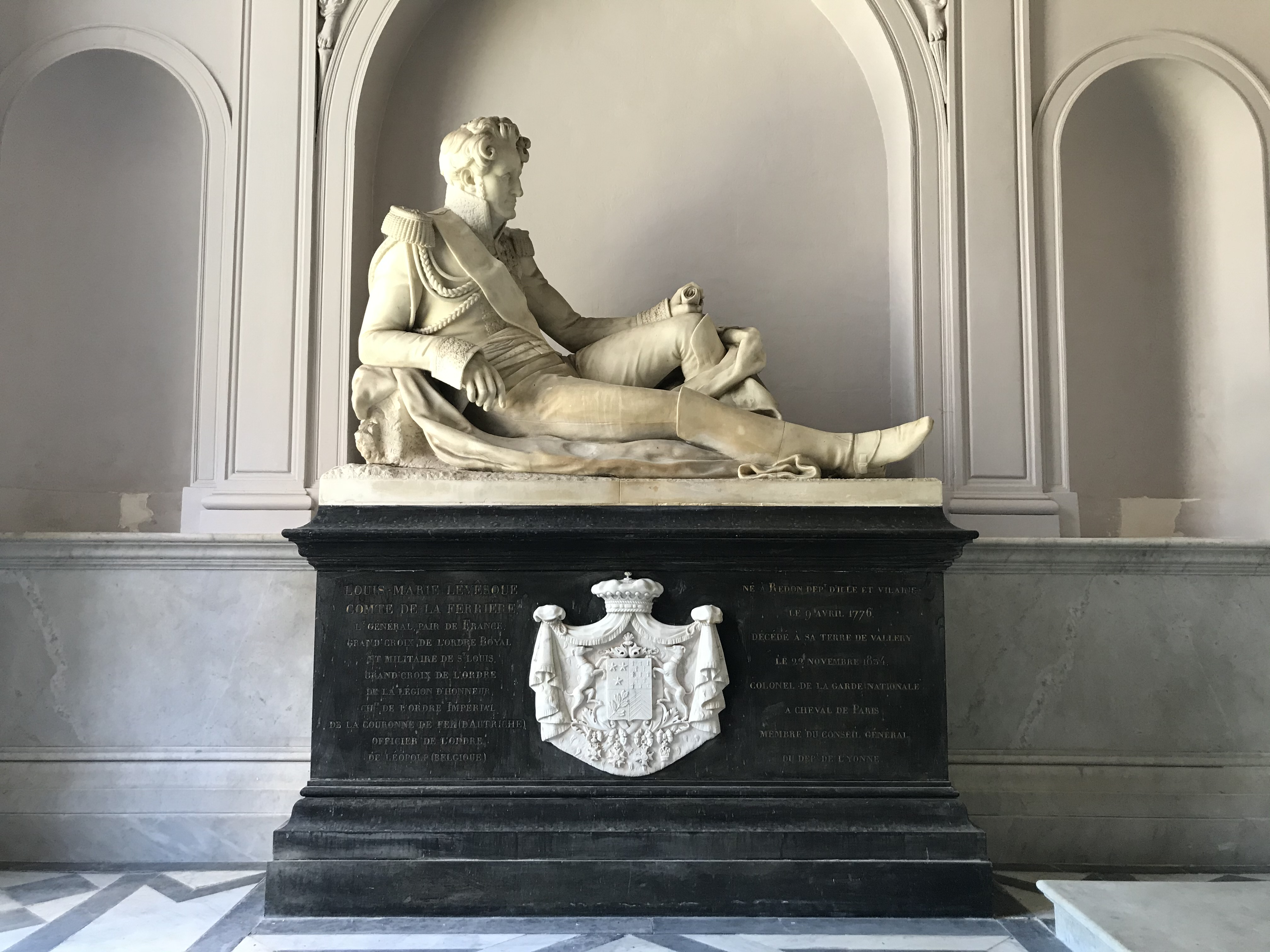
Monument funéraire du Général de Laferrière à Vallery.

## Distinctions
Son nom figure sur la 32e colonne de l'arc de triomphe de l'Étoile. 
L'arc indique « Lque de la FERRIERE ».
- Membre de la Légion d'honneur le 14 juin 1804 ;
  - officier le 29 mai 1807.
  - commandeur le 19 décembre 1808.
  - grand-officier le 27 décembre 1814.
  - grand-croix le 1er mai 1824[2].
- Chevalier de Saint-Louis lors de la première restauration.
  - grand-cordon de cet ordre le 20 août 1823[4].
- Chevalier de l'ordre impérial de la couronne de fer.
- Officier de l'Ordre de Léopold.

Il est fait baron de l'Empire le 2 juillet 1808.